# 少耙電燈魚
少耙電灯鱼（学名：Electrona paucirastra）为輻鰭魚綱燈籠魚目灯笼鱼科的其中一種，分布於南半球亞熱帶海域，屬深海魚類，體長可達7公分。

## 外部連結
- 少耙電灯鱼的圖片 （页面存档备份，存于）

## 扩展阅读
維基物種上的相關：少耙電灯鱼